# Listener's Running Race
Listener's Running Race(リスナーズ・ランニング・レース)は2010年1月～2月に、JFN系列で行われた局対抗のマラソン企画である。au Smart SportsとJFNがコラボした企画であった。

## 参加した局(局の横の名前はそのFM局のパーソナリティ)
- FM新潟･･･千葉暢彦
- TOKYO FM･･･柴田幸子
- FM長野･･･小池さえ子
- FM AICHI･･･内藤聡
- FM石川･･･丸山慶子
- FM OSAKA･･･森裕子
- Kiss-FM KOBE･･･浜平恭子
- FM岡山･･･牛嶋俊明
- FM香川･･･安西里花
- FM佐賀･･･丸田輝久

## 実施内容
- 1チームはパーソナリティ(上述)とリスナー5人。
- 2010年1月・2月の2か月間、日本全国をラン・トレする。
- auのアプリケーションである「Run & Walk」を使用し、2か月間の合計走行距離を競う。
- また、期間中にアップされたブログ(現在は閉鎖されている。)の盛り上がりも競う対象となる。
- 期間中は、各地域のラジオ番組やJFNキャンペーンブログでその模様を知ることができる。

## 結果
- 競う項目として、合計走行距離部門・ブログの盛り上がり部門など3部門存在したが、3部門すべてFM岡山チームが1位を獲得した。

## 補足事項
- 期間中はクロノスの1コーナー「ランナーズクロノス」でその地域の状況などを報告するときがあり、他地域の状況を知ることができた。(よって、上記すべての局はクロノス5時台をネットしていた。)